# Konstantinos Kotsaris
Konstantinos Kotsaris (griechisch Κωνσταντίνος Κότσαρης, * 25. Juli 1996 in Athen, Griechenland) ist ein griechischer Fußballspieler und agiert auf der Position des Torwarts.

## Karriere
Kotsaris begann seine Karriere bei Aititos Spaton, einem Amateurverein aus dem Athener Vorort Spata. 2011 wechselte er zu Panathinaikos Athen, wo er zunächst in den Nachwuchsmannschaften aktiv war. 2014 erhielt er einen Profivertrag und wechselte in den Herrenkader. Seinen ersten Pflichtspieleinsatz absolvierte Kotsaris am 8. Januar 2015 im Rahmen einer Pokalbegegnung gegen AO Chania, welche 2:2 endete. Um Spielpraxis zu erlangen, wurde Kotsaris 2016 an Omonia Nikosia nach Zypern ausgeliehen. Aufgrund einer Schulterverletzung, die er sich im Training zuzog und der anschließenden Operation fiel Kotsaris für die gesamte Saison aus. Am Ende der Saison 2016/2017 kehrte er zu Panathinaikos zurück, wo er bis 2020 unter Vertrag stand und auf insgesamt acht Erstligaeinsätze kam. 2020 wechselte Kotsaris zu Apollon Smyrnis.